# 鳥翼蝶
鳥翼蝶是原產於東南亞及澳洲大陸及周邊群島的鳳蝶，另有一種分佈在印度。其下共有三屬，包括鳥翼鳳蝶屬、紅頸鳳蝶屬及裳鳳蝶屬，一些學者喜歡加上額外的一屬，全部共有約10-30個物種。其名「鳥翼」是因它們特大的體型、起角的翅膀及像鳥類的飛行姿勢。
鳥翼蝶包含了蝴蝶中最大的亞歷山大鳥翼蝶、第二大的玉皇鳥翼鳳蝶及澳洲最大的石冢鳥翼鳳蝶。另外著名及外表吸引的翠葉紅頸鳳蝶是以19世紀砂拉越王國第一國王詹姆士·布魯克（James Brooke）來命名。

## 特徵
鳥翼蝶一般的體型都很大（最大的亞歷山大鳥翼蝶達7.6厘米長，翼展28厘米），顏色奪目（呈綠色、黃色、黑色、白色，甚至藍色或橙色），前翅幼長及呈矛尖形。除了極樂鳥翼鳳蝶及絲尾鳥翼鳳蝶外，其他的後翅都沒有鳳尾。兩性異形只在鳥翼鳳蝶屬中明顯，雌蝶較大及顏色單調。

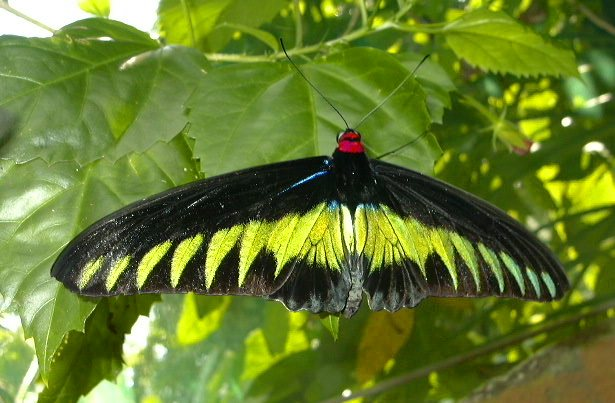
雄性翠葉紅頸鳳蝶

裳鳳蝶屬的雄蝶及雌蝶都很相似，前翅呈黑色至褐色，有灰色至奶白色的翅脈。屬內最少有菲島裳鳳蝶的臀脈及觸角是有感熱體，觸角上也有濕度感受器，可以幫助它們控制體溫及哂太陽時避免過熱。

## 生命史
鳥翼蝶棲息在雨林中，成蟲一般可以在森林周邊瞥見得到。牠們會在冠層吃有花蜜的花朵，加上它們飛行能力很強，是長程的傳粉媒介。它們也會在日光下晒太陽。
不同種類的鳥翼蝶有些許不同的繁殖行為。雌蝶相對地較為被動，會由一處慢慢的飛到另一處；雄蝶則很精巧的在雌蝶以上20-50厘米飛行。交配後，雌蝶會立即尋找合適寄主植物，尤其是馬兜鈴屬及擬馬兜鈴屬。雌蝶會在葉子底產卵，每塊葉一顆卵。
毛蟲不斷的吃食，但移動得很緩慢，一些甚至會吃下整條藤。若因太擠迫而變得飢餓，它們甚至會吃同類。毛蟲背上有像棘的結節，身體呈深紅色至褐色。一些的結節有明顯的顏色或是較為淡色的斑紋。它們的頭後有可以伸縮的器官，稱為丫腺，在受到騷擾時會分泌帶有惡臭的萜烯化合物。大部份掠食者也會因它們的毒性而避開它們：它們所吃的藤上含有馬兜鈴酸，是一種有毒的物質，對大家鼠甚至是致癌的。毛蟲吃下後會積聚在其組織內，一直留在身體至成蟲階段。
鳥翼蝶的蛹偽裝為枯葉或樹枝。毛蟲在結蛹前會遠離其寄主植物。亞歷山大鳥翼蝶需要4個月時間才破蛹而出，不過撇除被掠食的情況，它們卻只有約3個月的壽命。

## 保護
除了亞歷山大鳥翼蝶外，所有其他的鳥翼蝶都受到《瀕危野生動植物種國際貿易公約》附錄二的保護，限制了其貿易。而亞歷山大鳥翼蝶則是被列在附錄一中，完全禁止其貿易。

## 外部連結
- （英文）Butterflycorner.net
- 鳥翼蝶的圖片
- （日語）Pteron （页面存档备份，存于）